# The Pink Floyd Show UK
The Pink Floyd Show UK (pɪŋk flɔɪd ʃəʊ juː-keɪ) — британская трибьют-группа, образованная в 2012 году и исполняющая песни группы Pink Floyd.

## История
В августе 2012, состоялся первый концерт группы в Баварии. Количество зрителей на концерте составило 50 000 человек.
22 июня 2013 года музыканты выступили перед аудиторией в 100 000 человек в Варшаве. В октябре 2013 года вышел одноимённый дебютный альбом группы — «The Pink Floyd Show UK». Зимой этого же года группа выступила в 8 городах России (Челябинск, Екатеринбург, Тюмень, Омск, Новосибирск, Барнаул, Абакан и Красноярск) с концертной программой «P.U.L.S.E». С этой же концертной программой музыканты выступили в апреле-мае 2014 года в 10 городах России (Череповец, Ярославль, Владимир, Казань, Иркутск, Владивосток, Южно-Сахалинск, Хабаровск, Сочи, Краснодар); осенний тур включил 12 российских городов. Также в 2014 году «The Pink Floyd Show UK» выступили хедлайнером в захватывающем шоу под открытым небом, самом большом и красочном водном спектакле в Европе — «Aquanario» и в более, чем 20-ти городах по всему миру (США, Германия, Португалия, Корея)
В мае 2014 года коллектив выступил на фестивале «Лестница в небо» в качестве хедлайнера на сцене стадиона «Андрей-Арена» в Краснодарском крае.
В марте 2016 года группа выступила в Санкт-Петербурге в концертно-спортивном комплексе «Сибур Арена» с новой программой «Immersion» («Погружение») в сопровождении Симфонического Оркестра под руководством Юрия Крылова. В концерте принимала участие бэк-вокалистка Pink Floyd Дурга Макбрум.
Осенью 2016 года группа начала российский тур по городам: Екатеринбург, Тюмень, Омск, Новосибирск, Томск, Красноярск, Иркутск, Владивосток, Хабаровск.
В апреле 2018 года группа совершает тур по городам России - Нижний Новгород, Москва, Казань, Самара, Уфа, а также тур по Казахстану - Астана, Алма-Ата.

## Участники

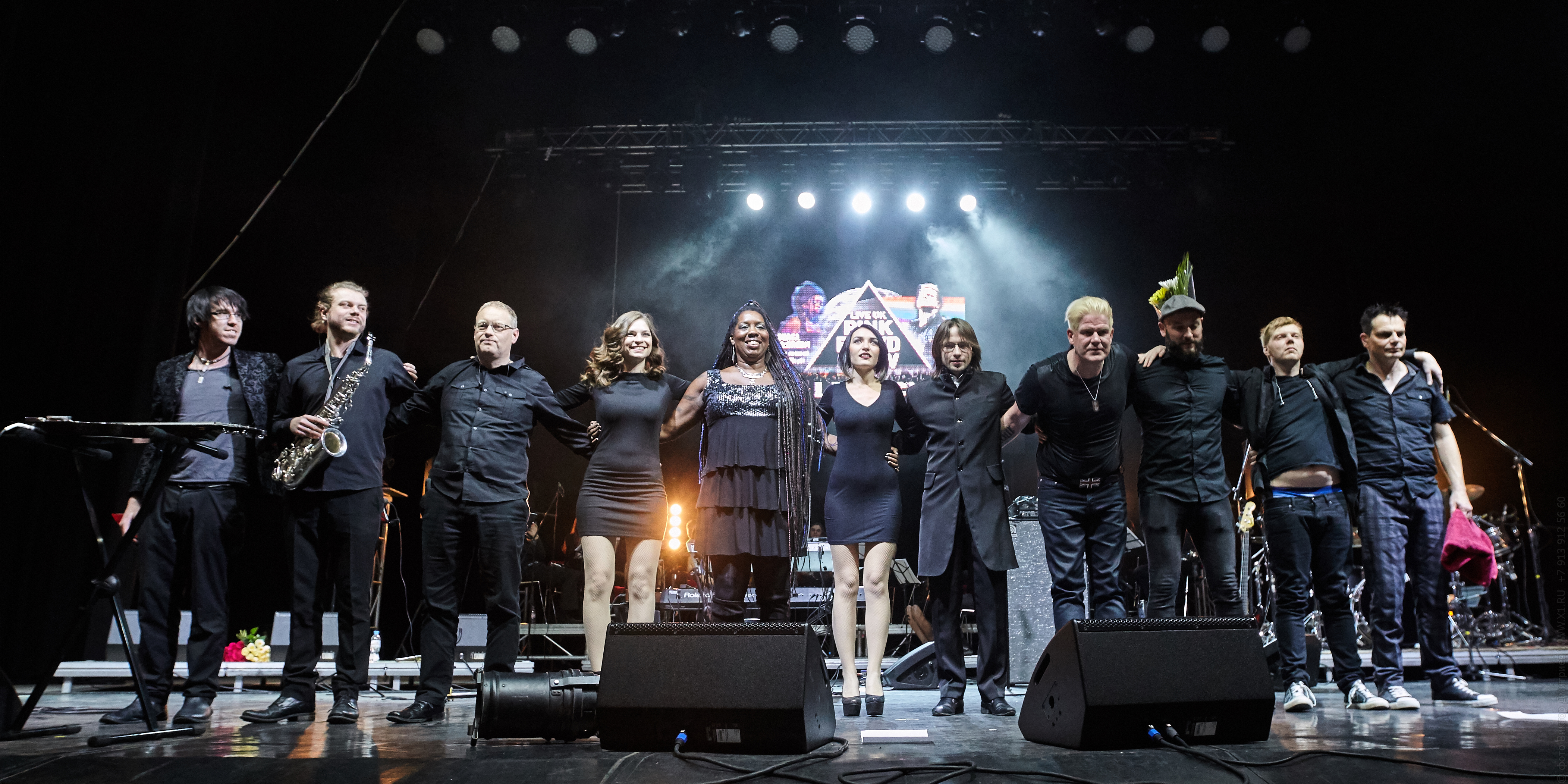

Текущий состав:
- Эндрю Гибсон (англ. Andrew Gibson) — вокал
- Марк Аркейро (англ. Neil Innes) — бас-гитара
- Адам Гаутон (англ. Adam Gauton) — гитара
- Калам Робертсон (англ. Calum Robertson) — гитара
- Мик Бедфорд (англ. Mick Bedford) — ударные
- Граем Уоллэс (англ. Graeme Wallace) — клавишные
- Стив Хамильтон (англ. Steve Hamilton) — саксофон
- Бьянка Антуанетта (англ. Bianca Antoinette) — вокал
- Фрида Мэриэм Турей (англ. Frida Mariama Touray) — вокал
- Томми Лудгейт (англ. Tommy Ludgate) — вокал

Бывшие участники:
- Тесс Бёррстон (англ. Tess Burrstone) — бэк-вокал
- Никаела Драйнан (англ. Nikaela Drynan) — бэк-вокал
- Даниель Дотор (англ. Daniel Dotor) — бас-гитара
- Никола Хатчинс (англ. Nicola Hutchins) — саксофон
- Нил Иннес (англ. Neil Innes) — бас-гитара
- Стив Перри (англ. Steve Parry) — клавишные
- Мартин Штольц (англ. Martin Stolz) — саксофон
- Тесс Бёррстон (англ. Tess Burrstone) — бэк-вокал
- Хлои Своби (англ. Chloe Swaby) — бэк-вокал

## Дискография
The Pink Floyd Show UK — одноимённый дебютный студийный альбом рок-группы The Pink Floyd Show UK, выпущенный AMG Productions, в октябре 2013 года.
Часть 1:
| № | Наименование             | Время |
| - | ------------------------ | ----- |
| 1 | Shine On                 | 13:42 |
| 2 | Time                     | 07:30 |
| 3 | Learning to Fly          | 04:51 |
| 4 | Hey You                  | 04:57 |
| 5 | Money                    | 06:59 |
| 6 | Young Lust               | 04:13 |
| 7 | Echoes                   | 04:36 |
| 8 | The Great Gig in the Sky | 04:30 |

Часть 2:
| № | Наименование       | Время |
| - | ------------------ | ----- |
| 1 | Run Like Hell      | 06:28 |
| 2 | Take It Back       | 05:14 |
| 3 | Not Now John       | 05:14 |
| 4 | Us and Them        | 07:26 |
| 5 | Wish You Were Here | 05:08 |
| 6 | Comfortably Numb   | 08:19 |
| 7 | The Wall           | 07:35 |